# (Don't Fear) The Reaper
"(Don't Fear) The Reaper" singl je rock sastava Blue Öyster Cult s njihova albuma Agents of Fortune iz 1976.
To je ujedno i njihova najpoznatija pjesma, te se nalazila na 12. mjestu top lista u SAD-u. Časopis Rolling Stone je je uvrstio na popis 500 najboljih pjesama svih vremena, a televizijska postaja VH1 na 55. mjesto najboljih hard rock pjesmi.
U pjesmi, "the Reaper" predstavlja "Grima Reapera", odnosno smrt. Zbog stihova "Romeo i Julija su zajedno u vječnosti", mnogi su je interpretirali kao pjesmu o samoubojstvu, no njen autor Buck Dharma je to opovrgnuo, te je izjavio da je pjesma o vječnoj ljubavi, a ne o smrti.
Pjesma je kasnije korištena u mnogim televizijskim emisijama, filmovima, čak je spominjana i u nekim knjigama, te su mnogi sastavi snimili njene obrade.